# Kirin Cup 2008
De Kirin Cup 2008 was de 29e editie van de Kirin Cup. De wedstrijden werden gespeeld op 22, 24 en 27 mei in Japan. Het gastland won dit toernooi voor de 10e keer.
De winnaar krijgt 78.600 euro (100.000 dollar), de runner-up 39.300 euro (50.000 dollar) en de nummer drie 7.860 euro (10.000 dollar). De organisator van dit driehoekstoernooi is de Kirin Corporation.

## Eindstand
| Team      | Ptn | Wed | W | G | V | DV | DT | DS |
| --------- | --- | --- | - | - | - | -- | -- | -- |
| Japan     | 4   | 2   | 1 | 1 | 0 | 1  | 0  | +1 |
| Paraguay  | 2   | 2   | 0 | 2 | 0 | 1  | 1  | 0  |
| Ivoorkust | 1   | 2   | 0 | 1 | 1 | 1  | 2  | –1 |

|                                |            |       |            |                                                                                     |
| 22 mei 2008 «onderlinge duels» | Ivoorkust  | 1 – 1 | Paraguay   | Nissanstadion Yokohama Toeschouwers: 5.197 Scheidsrechter: Kazuhiko Matsumura (JPN) |
| 22 mei 2008 «onderlinge duels» | Traoré 74' |       | Bogado 78' | Nissanstadion Yokohama Toeschouwers: 5.197 Scheidsrechter: Kazuhiko Matsumura (JPN) |

|                                |            |       |           |                                                                               |
| 24 mei 2008 «onderlinge duels» | Japan      | 1 – 0 | Ivoorkust | Toyotastadion, Toyota Toeschouwers: 40.710 Scheidsrechter: Bruno Paixão (POR) |
| 24 mei 2008 «onderlinge duels» | Tamada 21' |       |           | Toyotastadion, Toyota Toeschouwers: 40.710 Scheidsrechter: Bruno Paixão (POR) |

|                                |       |       |          |                                                                                             |
| 27 mei 2008 «onderlinge duels» | Japan | 0 – 0 | Paraguay | Saitamastadion, Saitama Toeschouwers: 27.998 Scheidsrechter: Paulo Manuel Gomes Costa (POR) |
| 27 mei 2008 «onderlinge duels» |       |       |          | Saitamastadion, Saitama Toeschouwers: 27.998 Scheidsrechter: Paulo Manuel Gomes Costa (POR) |

| Winnaar Kirin Cup 2008 |
| ---------------------- |
|                        |
| Japan 10e titel        |